# Stones Grow Her Name
Stones Grow Her Name es el séptimo álbum de estudio de la banda de power metal finés Sonata Arctica, publicado en mayo de 2012. 
El día 30 de marzo, el sello discográfico de la banda, Nuclear Blast Records liberó un teaser del álbum donde se pueden escuchar alrededor de 10 segundos de cada canción (sin revelar cuales son sus nombres, aun así, varias son identificables, como Shitload of Money o Losing My Insanity), además de dar a conocer su fecha de salida en Europa y Estados Unidos, la cual será el 18 y 22 de mayo, respectivamente.
Aunado a esto, la banda anunció mediante fotos en su Facebook, que se encontraban grabando 3 videos promocionales, de los cuales uno pertenecía a su (anunciado el 30 de marzo) sencillo I Have A Right.
El día 24 de octubre se lanzó en Japón una edición especial de este álbum, llamada "Tour Edition", la cual incluye (además del tracklist original) 4 temas acústicos: Alone In Heaven, el primer sencillo I Have A Right, Only The Broken Hearts (Make You Beautiful) y Somewhere Close To You
Este fue el último álbum grabado junto a Marko Paasikoski.

## Canciones
Todas las canciones escritas y compuestas por Tony Kakko. 
| N.º | Título | Duración |  |
| 1.  | «Only the Broken Hearts (Make You Beautiful)»                                                                                  | 3:24     |  |
| 2.  | «Shitload of Money» | 4:52     |  |
| 3.  | «Losing My Insanity» (Canción escrita por Tony Kakko que originalmente apareció en el disco Fuel for the Fire de Ari Koivunen) | 4:03     |  |
| 4.  | «Somewhere Close to You» | 4:14     |  |
| 5.  | «I Have a Right» | 4:48     |  |
| 6.  | «Alone in Heaven» | 4:32     |  |
| 7.  | «The Day» | 4:15     |  |
| 8.  | «Cinderblox» | 4:04     |  |
| 9.  | «Don't Be Mean» | 3:18     |  |
| 10. | «Wildfire, Part: II - One with the Mountain»                                                                                   | 7:54     |  |
| 11. | «Wildfire, Part: III - Wildfire Town, Population: 0»                                                                           | 8:00     |  |

| European and North American Bonus Track |                         |          |  |
| N.º                                     | Título                  | Duración |  |
| 12.                                     | «Tonight I Dance Alone» | 3:27     |  |

| Bonus Track para la versión Japonesa |                     |          |  |
| N.º                                  | Título              | Duración |  |
| 12.                                  | «One-Two-Free-Fall» | 3:49     |  |

## Miembros
- Tony Kakko – vocales
- Elias Viljanen – guitarra
- Marko Paasikoski – bajo
- Henrik Klingenberg – teclado
- Tommy Portimo – batería

## Invitados
- Pekka Kuusisto - Violín en "Don't Be Mean", "Cinderblox", "Wildfire II" & "Wildfire III"

- Peter Engberg - Guitarras acústicas, viola y banjo en "Alone In Heaven", "Don't Be Mean",  "I Have A Right", "The Day", "Cinderblox"
- Lauri Valkonen - Doble Bajo en "Cinderblox", "Wildfire II"
- Mika Mylläri - Trompeta en "Shitload of Money, "I Can't Dance"
- Sakari Kukko -  Saxofón Tenor y Soprano en "Shitload of Money", "I Can't Dance"
- Mikko P. Mustonen - Orquestración en "Wildfire III"
- Anna Lavender - Partes habladas en "I Have A Right"
- Timo Kotipelto - Voces adicionales en "Only The Broken Hearts (Make You Beautiful)", "Shitload of Money", "I Have A Right" y "Alone in Heaven"